# 謝爾加河 (烏法河支流)
謝爾加河是俄羅斯的河流，位於斯維爾德洛夫斯克州內，屬於烏法河的右支流，河道全長113公里，流域面積2,170平方公里，發源自烏拉爾山脈中部東麓，最終在米哈伊洛夫斯克注入烏法河，河畔城鎮有下謝爾吉。
56°25′46″N 59°4′28″E / 56.42944°N 59.07444°E